# Oihane Hernández
Pour les articles homonymes, voir Hernández.
Oihane Hernández, née le 4 mai 2000 à Sopelana en Espagne, est une footballeuse internationale espagnole évoluant au poste d'arrière droit.

## Biographie

### Carrière en club
Native de Sopelana en Biscaye, Oihane Hernández commence le football au Betiko Neskak avant d'intégrer les équipes de jeunes de l'Athletic Bilbao. En janvier 2019, elle dispute son premier match avec l'équipe première en Primera División Femenina. Elle commence la saison 2019-2020 avec la réserve avant de disputer 17 rencontres en équipe première. En avril 2020, le club annonce une prolongation du contrat de la joueuse jusqu'en juin 2023. La saison 2020-2021 est celle où elle dispute le plus de matchs de championnat avec son club.
À l'hiver 2022-2023, Arsenal propose environ 80 000 euros pour la recruter, une offre refusée par le club basque. Une fois son contrat terminé, Hernández s'engage avec le Real Madrid jusqu'en 2025. Elle porte alors le numéro 11, succédant à Caroline Weir et devient une titulaire indiscutable pour sa première saison dans le club de la capitale espagnole. En 2024-2025, Oihane Hernández est concurrencée par les recrues estivales que sont Sheila García et Antônia et devient progressivement dans la saison devancée dans la hiérarchie par ces deux joueuses. En février, elle est transférée au Pride d'Orlando, une franchise de National Women's Soccer League. Elle signe un contrat jusqu'en 2026, avec une année supplémentaire en option.

### Carrière en sélection

#### Équipes de jeunes
Oihane Hernández est sélectionnée pour participer au Championnat d'Europe des moins de 17 ans 2017. La sélection espagnole est battue en finale par l'Allemagne à l'issue des tirs au but.
Elle fait également partie de la sélection espagnole des moins de 19 ans qui remporte le Championnat d'Europe 2018, cette fois en dominant l'Allemagne en finale (1-0).

#### Sélection espagnole
Oihane Hernández dispute sa première rencontre avec l'équipe d'Espagne le 2 septembre 2022, une rencontre remportée 3-0 contre la Hongrie à Las Rozas de Madrid. Elle figure dans la sélection pour la Coupe du monde 2023. Elle dispute les cinq premières rencontres de l'Espagne dont deux en tant que titulaire. Récipiendaire d'un carton jaune lors du quart de finale remporté contre les Pays-Bas, son deuxième de la compétition, elle est suspendue lors de la demi-finale. En son absence, l'Espagne domine la Suède et se qualifie pour la finale. Lors de celle-ci disputée contre l'Angleterre, elle rentre en jeu à la 60e minute en remplacement d'Alba Redondo alors que le score est en faveur de l'Espagne (1-0). Le score n'évolue plus et Hernández remporte donc cette Coupe du monde.
Oihane Hernández fait partie de la sélection espagnole qui remporte la Ligue des nations 2023-2024 en dominant en finale la France (2-0) le 28 février 2024. Quelques mois plus tard, elle fait partie des 18 joueuses espagnoles sélectionnées pour disputer les Jeux olympiques de Paris. Lors de cette compétition, l'Espagne est éliminée en demi-finale par le Brésil puis est battue lors du match pour la médaille de bronze par l'Allemagne (1-0).

## Palmarès

### En sélection
Avec l'Espagne moins de 17 ans, Oihane Hernández est finaliste du Championnat d'Europe 2017. Avec l'Espagne moins de 19 ans, elle remporte le Championnat d'Europe 2018.
Avec l'Espagne, elle gagne la Coupe du monde 2023. Elle remporte également la Ligue des nations 2023-2024.

## Statistiques
Le tableau ci-dessous résume les statistiques en match officiel d'Oihane Hernández durant sa carrière de joueuse professionnelle. Elles ne comportent pas les rencontres de Coupe d'Espagne,.
| Saison                | Club                  | Championnat                    | Championnat | Championnat | Coupe(s) nationale(s) | Coupe(s) nationale(s) | Compétition(s) continentale(s) | Compétition(s) continentale(s) | Compétition(s) continentale(s) | Espagne | Espagne | Total | Total |
| Saison                | Club                  | Division                       | M.          | B.          | M.                    | B.                    | Comp.                          | M.                             | B.                             | M.      | B.      | M.    | B.    |
| 2018-2019             | Athletic Bilbao       | Primera División Femenina      | 5           | 1           | -                     | -                     | -                              | -                              | -                              | -       | -       | 5     | 1     |
| 2019-2020             | Athletic Bilbao       | Primera División Femenina      | 17          | 0           | -                     | -                     | -                              | -                              | -                              | -       | -       | 17    | 0     |
| 2019-2020             | Athletic Bilbao B     | Segunda División PRO           | 2           | 0           | -                     | -                     | -                              | -                              | -                              | -       | -       | 2     | 0     |
| 2020-2021             | Athletic Bilbao       | Primera División Femenina      | 33          | 1           | -                     | -                     | -                              | -                              | -                              | -       | -       | 33    | 1     |
| 2021-2022             | Athletic Bilbao       | Primera División Femenina      | 23          | 0           | -                     | -                     | -                              | -                              | -                              | -       | -       | 23    | 0     |
| 2022-2023             | Athletic Bilbao       | Primera División Femenina      | 25          | 1           | -                     | -                     | -                              | -                              | -                              | 13      | 0       | 38    | 1     |
| 2023-2024             | Real Madrid           | Primera División Femenina      | 20          | 0           | -                     | -                     | WCL                            | 7                              | 0                              | 13      | 1       | 40    | 1     |
| 2024-2025             | Real Madrid           | Primera División Femenina      | 11          | 0           | -                     | -                     | WCL                            | 6                              | 1                              | -       | -       | 17    | 1     |
| 2025                  | Pride d'Orlando       | National Women's Soccer League | -           | -           | -                     | -                     | -                              | -                              | -                              | -       | -       | 0     | 0     |
| Total sur la carrière | Total sur la carrière | Total sur la carrière          | 136         | 3           | -                     | -                     | -                              | 13                             | 1                              | 26      | 1       | 175   | 5     |

## En dehors du football
Oihane Hernández s'intéresse à la peinture à numéros et à la culture coréenne, notamment le groupe Blackpink.